# زابينه شميتز
زابينه شميتز (بالألمانية: Sabine Schmitz)‏ (و. 1969  م) هي مقدمة تلفزيونية، وسائقة سيارة سباق، ونجمة اجتماعية ألمانية، ولدت في آدناو.

## وصلات خارجية
- زابينه شميتز على موقع IMDb (الإنجليزية)
- زابينه شميتز على موقع قاعدة بيانات الفيلم (الإنجليزية)
- زابينه شميتز على موقع Racing-Reference.info (الإنجليزية)
- زابينه شميتز على موقع DriverDB.com (الإنجليزية)
- زابينه شميتز في قاعدة بيانات الأفلام على الإنترنت